# 制覇 (1999年の映画)
『制覇』は、1999年3月5日の日本映画。鈴木浩介監督、竹内力主演。

## ストーリー
レストランで都城組組長（高松英郎）が狙われた。来ることを知っていたのは一部の組員だけだった事から都城恵地（山口祥行）は、内通者を探すために都城組内を調べ始める。親（高松英郎）と子、兄（竹内力）と弟（山口祥行）の確執、都城組と伏田組（飯島大介）と志木島組（志賀勝）の抗争が始まる。

## キャスト
- 都城組若頭 都城勇地：竹内力
- 都城恵地（勇地の実弟、レストラン経営）：山口祥行
- 都城組幹部 加賀見良法：菅田俊
- 伏田組組長：飯島大介
- 茂木：松山鷹志
- 能代篤：土平友厚
- 都城組幹部 東海林：山口仁
- 太田：中野裕斗
- 高村陽子：大沢逸美 ※特別出演
- 関西 志木島組組長：志賀勝
- 都城組組長 都城薫：高松英郎

## スタッフ
- 監督：鈴木浩介
- 製作：土川勉、武内健
- プロデューサー：小野克己、半沢浩
- 脚本：齋藤猛
- ラインプロデューサー：伊藤直巳
- 撮影：金谷宏二
- 照明：中須岳士
- 録音：西岡正巳
- 編集：大永昌弘
- 音楽プロデューサー：笠松こうじ
- 音楽：石井祐子
- スクリプター：柳沼由加里
- 助監督：荒川栄二
- 企画協力：RIKIプロジェクト[1]
- 製作協力：フィルムシティ[2]
- 配給：大映

## ソフト
未DVD化。
- VHS（1999年6月11日）発売元：大映株式会社　販売元：徳間ジャパンコミュニケーションズ